# Zoran Pleše
Zoran Pleše (Zagreb, 23. srpnja 1937.), hrvatski akademski slikar, grafičar, ilustrator i restaurator.

## Životopis
Rođen je 23. srpnja 1937. godine u Zagrebu. Osnovnu, tadašnju pučku školu pohađa na Sigečici u Zagrebu. Nakon osnovne škole pohađa II. mušku gimnaziju do 4. razreda (do male mature). Školovanje nastavlja na Školi primijenjenih umjetnosti koju 1958. godine završava s odličnim uspjehom na smjeru Grafika. Iste godine upisuje Akademiju likovnih umjetnosti u Zagrebu gdje 1963. godine diplomira u klasi profesora Marijana Detonija. Poslijediplomski studij nastavlja kao redovni suradnik Majstorske radionice profesora Krste Hegedušića u vremenu od 1963. do 1968 godine, gdje redovito sudjeluje na izložbama. Član je HDLU-a od 1963. godine.
Živi i radi kao samostalni umjetnik u Zagrebu.

## Stvaralaštvo
Nadrealistički je i egzistencijalni umjetnik (npr. djela Satisfakcija, 1964.; Strah, 1969.; Homo eroticus, 1978.). Od 1990-ih godina bavi se anatomijom životinja (npr. Grayhound, 1990.).
Bavio se restauratorskim radom na objektima i spomenicima kulture:
Radio je kao voditelj restauratorskih radova na obnovi Hrvatskog narodnog kazališta u Zagrebu od 1967. – 1969.; kao voditelj na otkrivanju i čišćenju fresaka u velikoj dvorani u dvorcu Brezovica; na obnovi svodne slike u Stogradskoj vijećnici na Gornjem gradu u Zagrebu od 1970. do 1971.; na radovima na otkrivanju i zaštiti fresaka u žitnici u dvorcu obitelji Zrinskih i Frankopana u Ozlju; na otkrivanju fresaka u crkvici Svetog Lovre u Slavonskoj Požegi 1968.; na otkrivanju zidnih slika u zgradi u Petrinjskoj 12 u Zagrebu (Ženske kaznionice izgrađene 1850. godine, sada istražnom zatvoru).
Ilustrirao je i likovno opremio knjige i udžbenike:
Više izdanja "Školske knjige", Zagreb: "Kopnom, vodom i zrakom", saobraćajni odgoj za učenike 4. razreda osnovne škole, 1968.; "Istražujmo sami: Pokusi iz kemije za 7. razred osnovne škole", 1983., 1984., 1985.; "Opća i anorganska kemija", radni listovi za učenike škola 2. stupnja, 1980., 1983.; "Prehrana", udžbenik za VII. i VIII. razred osnovne škole za predmet Domaćinstvo, 1968., 1969. i 1972.; "Tehnologija mesa i mesnih prerađevina", udžbanik za učenike škola za kvalificirane radnike, 1968.; "Dvorane za fizičku kulturu", "Školska vježbališta i bazeni" i "Sportska oprema", 1971.; "Kemija", udžbenik za učenike srednjih škola, 1973., 1977., 1978. i 1979.
Izdanje "Edit", Rijeka: L'alimentazione - Economia domestica, 1971.
Izabrana djela Ivane Brlić-Mažuranić, Adele Milčinović i Zdenke Marković iz serije "Pet stoljeća hrvatske književnosti", knjiga 73; "Matica Hrvatska", Zagreb, 1968.; "Pjesme" iz serije "Pet stoljeća hrvatske književnosti", knjiga 67; "Zora", Zagreb, 1966.; Vladimir Serdar, "Životni kamen", "Mladost", Zagreb, 1967.; autor i izdavač povjesnice "Kaj je nekad bilo tu: Tradicija trgovanja u iličkoj Nami od 1879. do 1997.", 1997.
Bavio se grafičkim oblikovanjem i to za:
"Soko vazduhoplovna industrija", Mostar - dizajn prospekata aviona modela "Galeb" i "Jastreb"; Hrvatsko narodno kazalište u Zagrebu - dizajn programskih plakata, 1968.; Tvornica električnih žarulja "TEŽ", Zagreb - dizajn kartonske ambalaže kompletnog proizvodnog programa, 1959.; Tvornica košulja "Orljava", Požega - dizajn vrećica; autor dizajna promidžbene reklame (air move) s likom Zagija, maskote sportske manifestacije "Univerzijada '87." na pročelju iličke Name, 1987. Početkom 70-ih radi na idejnom rješenju i postavi velike izložbe povodom 10 godina toplinarstva u Hrvatskoj za tvrtku "TE-TO" Toplana Zagreb.
Od ULUH-a (HDLU-a) 1970. godine delegiran je, a od strane Republičkog fonda za unapređivanje kulturnih djelatnosti imenovan za člana Komisije za raspodjelu sredstava namijenjenih za adaptacije prostora ateliera umjetnika likovne i primijenjene umjetnosti. Tijekom 1970-ih vanjski je član Radničkog savjeta Muzeja grada Zagreba. Od 1971. do 1997. zaposlen je u Nami kao voditelj Odjela dekoracije, kasnije Odjela za unapređenje prodaje i propagande, te kao savjetnik komercijalnog direktora.[nedostaje izvor]

## Izložbe
Sudjeluje na izložbama Majstorske radionice Krste Hegedušića 1964. godine u Zrenjaninu, Somboru i Rijeci, na XII. izložbi slikara Majstorske radionice Krste Hegedušića u Subotici, Zagrebu i Splitu, 1965. u Novom Sadu, 1966. u Beču, Dubrovniku, Zagrebu, Splitu i Bjelovaru, 1967. u Zagrebu, 1968. u Caracasu (Venezuela), Zagrebu, Splitu i Rijeci, 1969. u Zagrebu, 1970. u Bledu i Rijeci, 1971. u Zagrebu, 1977. u Đakovu, Vukovaru, Vinkovcima i Slikarskoj koloniji "Strmac 77" kod Novoj Gradiški. 
Izlaže na žiriranim izložbama u zemlji i inozemstvu - 1963. godine u Beogradu, 1964. na "III. Bienalu mladih" u Rijeci, 1965. na "Zagrebačkom salonu" u Zagrebu, 1966. na izložbi "Mir, humanost i prijateljstvo među narodima" u Slovenj Gradecu, 1967. na "III. Trienalu jugoslavenske umjetnosti" u Beogradu, te na "Izložbi jugoslavenskog portreta" u Tuzli, 1968. na "Salonu mladih" u Zagrebu, 1969. na "Salonu mladih" u Rijeci, 1970. na "Zagrebačkom salonu" u Zagrebu, te na izložbi "Suvremena umjetnost Jugoslavije" povodom 1000 godina Kaira u Kairu, 1972. na izložbi "Nadrealizam & hrvatska likovna umjetnosti" u Zagrebu, 1974. na izložbi "Likovne teme danas" u Zagrebu, 1993. na izložbi "Grafička zbirka Akademije likovnih umjetnosti u Zagrebu", Gradski muzej Bjelovar u Bjelovaru, 1996. na izložbi "Animalističko slikarstvo: Izbor recentnog hrvatskog trenutka", Galerija Sveti Ivan Zelina u Zelini, 1999. na izložbi "Grafička zbirka Akademije likovnih umjetnosti u Zagrebu", Pučko otvoreno učilište u Krapini, te na izložbi "Erotika u umjetnosti u Splitu i Rijeci.  
Samostalno je izlagao u Zagrebu 1968., 1978. i 1991. godine. 
Sudjelovao je na brojnim studijskim putovanjima u Francuskoj, SSSR-u, Njemačkoj, Mađarskoj, Švicarskoj, Španjolskoj, Italiji i Austriji.

## Nagrade i priznanja
Prva nagrada za grafiku na izložbi ALU Beograd 1963.; Nagrada i priznanje za suradnju i organizaciju na obnovi zgrade i realizaciji programa obnove u periodu od 1967. do 1969., Hrvatsko narodno kazalište u Zagrebu, 1969.; Zahvala za doprinos u razvoju Zavoda, Hrvatski restauratorski zavod, Zagreb, 1976.; u akciji Večernjeg lista - "Tražimo najljepšeg Zagija" - Prva nagrada za dizajn promidžbene reklame na pročelju iličke Name s likom Zagija (maskote sportskih studentskih igara "Univerzijada '87." u Zagrebu); Krizni štab Udruženja obrtnika Grada Zagreba 1992. godine dodjeljuje mu Zahvalu na doprinosu za osamostaljenje Republike Hrvatske; vodstvo organizacije Who Is Who In International Art sa sjedištem u Lausanni 1985. godine svrstava ga u najdinamičnije i najsposobnije suvremene umjetnike Jugoslavije i ustupa mu kolumnu za prezentaciju umjetničkih aktivnosti u sklopu izdanja za 86/87. godinu; izdavačka kuća Art Programme - Edition House iz Montreala 1976. godine upućuje mu poziv za participaciju u svom izdanju Enciklopecija svjetske moderne umjetnosti (The Encyclopaedia of World's Contemporary Art).

## Galerija
|  |  |  |  |  |
|  |  |  |  |  |